# マックスウェル・ハウス・ホテル
マックスウェル・ハウス・ホテル (Maxwell House Hotel ) は、アメリカ合衆国テネシー州ナッシュビルのダウンタウンにあったホテル。これまで7名のアメリカ合衆国大統領やその他多数の著名人が宿泊した。ジョン・オヴァートンJr大佐により建てられ、その妻の名、ハリエット・マックスウェル・オヴァートンに因んで名付けられた。アイザイア・ロジャース設計。
1859年、奴隷による建設開始。南北戦争の間、未完のまま兵舎、拘置所、病院として使用された。1863年9月、何人かの南軍捕虜が階段が壊れて亡くなった。ホテルはまたサザン・ベルと南北戦争の衛兵だったとされる2人兄弟の幽霊が出るとされた。1人の女性をめぐり嫉妬に駆られ1人の男性が兄弟を殺し、遺体を運んでいるうちに階段が壊れて亡くなったとされている。1867年4月、クー・クラックス・クランの初の全国会議がこのホテルで行われた。
1869年秋、地元住民が『オーヴァートンズ・フォリー』(『オーヴァートンの建物』の意だが、この場合『道楽』的な意味合いを含む)と呼ぶ、建築費50万ドルの建物がついに開業した。5階建てで全240室あったこのホテルは当時ナッシュビルで最大のホテルであった。スチーム暖房、ガス照明、全室浴室完備が売りであった。1泊食事付きで4ドルだった。四番街北とチャーチ通りの北東角に位置していた。8本のコリント式円柱が横に並び、四番街に男性用入り口、チャーチ通りに女性用入り口が配置された。メイン・ロビーにはマホガニーの高級家具、黄銅の装飾、きらびやかな鏡やシャンデリアなどが備え付けられていた。男性用、女性用それぞれのパーラー、ビリヤード・ルーム、バー、サロンを兼ねた理美容店、舞踏室やダイニング・ルームに向かう大階段などがあった。
1890年代から20世紀初頭、高級ホテルに位置づけされていた。子牛の頭、アメリカグマ、オポッサムやその他の珍味をクリスマス・ディナーに出すことで有名となった。ホテルの著名客にはジェーン・アダムズ、サラ・ベルナール、ウィリアム・ジェニングス・ブライアン、エンリコ・カルーソー、バッファロー・ビル、トーマス・エジソン、ヘンリー・フォード、アニー・オークレイ、オー・ヘンリー、ジェネラル・トム・サム、コーネリアス・ヴァンダービルト、ジョージ・ウェスティングハウスなど。また大統領ではアンドリュー・ジョンソン、ラザフォード・ヘイズ、グロバー・クリーブランド、セオドア・ルーズベルト、ウィリアム・マッキンリー、ウィリアム・タフト、ウッドロウ・ウィルソンが来訪。ルーズベルト大統領がここで飲んだコーヒーを評して「最後の1滴まで美味しい」という言葉は、ここで提供されホテルの名がついたマックスウェル・ハウス・コーヒーの宣伝文句として使用された。
1961年のクリスマスの夜に火事により焼失。